# Felice Zappulla
Felice Zappulla (Catania, 1º gennaio 1914 – Roma, 21 gennaio 1983) è stato un produttore cinematografico e sceneggiatore italiano.

## Biografia
Felice Zappulla nasce a Catania dal padre Carmelo e dalla madre Giuseppina Quartararo. Vive nel capoluogo siciliano la sua adolescenza e giovinezza e qui si sposa nel 1932, a 18 anni, con Anna Viola.
All'inizio della seconda guerra mondiale, le idee socialiste di Felice lo fanno avvicinare ai partigiani con i quali partecipa alla liberazione di Sandro Pertini, Giuseppe Saragat ed altri esponenti socialisti, facendoli evadere dal carcere romano di Regina Coeli.
In seguito prosegue la sua attività con la Resistenza nel nord Italia, con il nome di battaglia "il dottore dell'Oltrepò Pavese". Fatto prigioniero dai nazisti e caricato su un vagone piombato diretto in Germania, riesce a fuggire grazie all'eroismo dei ferrovieri che, adducendo un presunto guasto alla locomotiva, fermano il convoglio in una lunga galleria, sbloccano i vagoni piombati e consentono la fuga dei prigionieri.
Fa parte del CLN (Comitato di Liberazione Nazionale) di Milano sino al termine del conflitto.
Procuratore del pugile Egisto Peyre, manifesta il suo interesse verso la noble art, passione che riprenderà in seguito durante il corso della sua vita.
Trasferitosi a Roma, laureato in Economia e Commercio, diviene funzionario dell'Ufficio Imposte Dirette alle dipendenze del Direttore generale Giovanni Di Paola; con il pensionamento per motivi di salute di Di Paola, Felice entra in conflitto con il Ministro delle Finanze dell'epoca, Ezio Vanoni, (nonostante il contributo dato alla stesura della "Legge Vanoni") e decide quindi di dimettersi dall'incarico di funzionario.
Dopo l'esperienza pubblica, svolge a Milano la libera professione di commercialista per svariate aziende e in conseguenza di attività professionali prestate per Angelo Rizzoli si avvicina all'ambiente del cinema. Inizia l'attività cinematografica come soggettista e sceneggiatore e rileva la casa di produzione Fortunia Film (fondata da Ignazio Balsamo), dirigendola sino al 1958 e producendo otto film di successo.
Dopo tale esperienza di produttore cinematografico, torna alla passione del pugilato, diventando organizzatore di incontri e introducendo match internazionali con pugili di colore.
Tra le molteplici attività svolte da Felice Zappulla va menzionata anche quella di giornalista free lance.
Nel 1967, a seguito del fallimento della Fortunia Film, viene condannato a cinque anni per bancarotta. Tale vicissitudine giudiziaria ispira il film Siamo tutti in libertà provvisoria (del quale è anche co-sceneggiatore con lo pseudonimo Fulvio Pazziloro), prodotto dalla ZAFES Film (Zappulla Felice Spettacoli, società fondata negli anni '50 e poi utilizzata per la produzione del film); dopo questa ultima produzione, continua sino alla metà degli anni settanta a lavorare nell'ambiente cinematografico.
Trascorre gli ultimi anni della sua vita a Roma, dove muore nel 1983.

## Filmografia

### Produttore
- Questa è la vita, regia di Aldo Fabrizi, Giorgio Pàstina, Mario Soldati e Luigi Zampa (1954)
- Mi permette, babbo!, regia di Mario Bonnard (1956)
- Il mondo sarà nostro (El expreso de Andalucía), regia di Francisco Rovira Beleta (1956)
- Arrivano i dollari!, regia di Mario Costa (1957)
- Italia piccola, regia di Mario Soldati (1957)
- Il marito, regia di Nanni Loy e Gianni Puccini (1957)
- Sangue chiama sangue, regia di Luigi Capuano (1968)
- Quel maledetto giorno della resa dei conti, regia di Sergio Garrone (1971)
- Siamo tutti in libertà provvisoria, regia di Manlio Scarpelli (1971)
- Rosina Fumo viene in città... per farsi il corredo, regia di Claudio Gora (1972)

### Produttore e soggetto
- Accadde al commissariato, regia di Giorgio Simonelli (1954)
- Accadde al penitenziario, regia di Giorgio Bianchi (1955)

### Produttore e sceneggiatore
- Buonanotte... avvocato!, regia di Giorgio Bianchi (1955)